# Ministerio de Obras y Servicios Públicos (1958)
El Ministerio de Obras y Servicios Públicos fue una cartera ministerial de la Administración Pública Nacional de la Argentina que existió entre 1958 y 1966.

## Historia
La Ley N.º 14 439, sancionada por el Congreso Nacional el 11 y promulgada el 13 de junio de 1958 (y publicada el 17 del mismo mes y año), estableció los ministerios de la Nación. Uno de ellos fue el Ministerio de Obras y Servicios Públicos. La competencia de éste era «(…) todo lo concerniente al desarrollo, orientación y promoción de las obras públicas y servicios públicos de comunicaciones y transporte en el territorio de la Nación, formulando planes y coordinando la acción de las secretarías de Estado de Obras Públicas, Comunicaciones y Transporte, con respecto a las cuales tiene la dirección general (…)» (Ley N.º 14 439, Artículo 16.º). Se constituyó por las Secretarías de Obras Públicas, de Comunicaciones y de Transporte.
El 23 de septiembre de 1966, el presidente de facto Juan Carlos Onganía (de la dictadura cívico-militar iniciada el 28 de junio de 1966) dictó la Ley N.º 16 956 (publicada el 27 de septiembre de 1966), por medio de la cual redujo el gabinete a cinco ministerios; de este modo, Obras y Servicios Públicos quedó disuelto.